# Lysá pod Makytou
Lysá pod Makytou este o comună slovacă, aflată în districtul Púchov din regiunea Trenčín, pe malul râului Beňadín⁠(d). Localitatea se află la altitudinea de 402 m deasupra n.m., se întinde pe o suprafață de 33,4 km2 și în 2017 număra 2.105 locuitori.

## Istoric
Localitatea Lysá pod Makytou este atestată documentar din 1471.

## Demografie
| An:                | 1994 | 2004   | 2014   | 2024   |
| ------------------ | ---- | ------ | ------ | ------ |
| Număr de persoane: | 2173 | 2155   | 2127   | 1964   |
| Diferență:         |      | −0,82% | −1,29% | −7,66% |

| An:                | 2023 | 2024   |
| ------------------ | ---- | ------ |
| Număr de persoane: | 2001 | 1964   |
| Diferență:         |      | −1,84% |